# Хужиры (сельское поселение)
Се́льское поселе́ние «Хужи́ры» (бур. Хужарын hомон) — муниципальное образование в Тункинском районе Бурятии Российской Федерации.
Административный центр — улус Хужиры.

## История
Статус и границы сельского поселения установлены Законом Республики Бурятия от 31 декабря 2004 года № 985-III «Об установлении границ, образовании и наделении статусом муниципальных образований в Республике Бурятия»

## Население
| 2002  | 2011  | 2012  | 2013  | 2014  | 2015  | 2016  |
| ----- | ----- | ----- | ----- | ----- | ----- | ----- |
| 1843  | ↘1566 | ↘1508 | ↘1501 | ↘1482 | ↘1460 | ↘1457 |
| 2017  | 2018  | 2019  | 2020  | 2021  | 2023  | 2024  |
| →1457 | ↘1441 | ↗1445 | ↘1431 | ↘1296 | ↘1279 | →1279 |

## Состав сельского поселения
| № | Населённый пункт | Тип населённого пункта       | Население |
| - | ---------------- | ---------------------------- | --------- |
| 1 | Енгорга          | улус                         | →21       |
| 2 | Могой-Горхон     | улус                         | ↘88       |
| 3 | Хужиры           | улус, административный центр | ↘951      |
| 4 | Шимки            | село                         | ↘512      |